# Virginia Mariani Campolieti
Virginia Mariani Campolieti (Gènova, 4 de desembre de 1869 – Milà, 1941) fou una pianista i compositora italiana.

## Biografia
Fou filla del coronel Claudio Mariani de l'exèrcit italià. Va estudiar piano a l'Institut Musical Gioacchino Rossini de Pesaro sota la direcció dels mestres Mario Vitale i Luigi Torchi, graduant-se el 1892.
El 15 de febrer de 1898 es va estrenar a Vercelli el seu melodrama en tres actes Dal sogno alla vita (Del somni a la vida), escrit el 1898 amb un llibret de Fulvio Fulgonio. El 6 de maig de 1899 es va representar al Politeama Genovese i es va repetir l'abril de l'any següent al teatre Storchi de Mòdena, sota la direcció de la compositora.
També va escriure l'Apoteosi de Rossini, amb la qual va guanyar el premi Bodoi.
Es va casar amb el militar Nicola Maria Campolieti (1865-1918). El 1976 els descendents del seu fill Luigi Campolieti (1905-1975), compositor i director d'orquestra actiu als teatres de París, donà uns 5000 volums com a llegat testamentari a la biblioteca del Conservatori Gioacchino Rossini en memòria i homenatge a Virginia Campolieti.

## Obres
- 33 Cançons infantils, Vol. 3[8]
- Il canto del bimbo d'Italia, veu i piano, text de Carlo Zangarini[9]
- Vittoria!, himne, text d'Ernesto Crespi[10]
- Apoteosi de Rossini, cantata per a soprano solista, cor, orgue i orquestra
- Dal sogno alla vita, 1899